# The Giggle
The Giggle (Risitas en Hispanoamérica y La risa en España) es el tercer y último de los especiales del 60° aniversario del programa de televisión británico de ciencia ficción Doctor Who, escrito por Russell T Davies, dirigido por Chanya Button y transmitido por BBC One en Reino Unido el 9 de diciembre de 2023. El episodio presenta las últimas apariciones regulares de David Tennant como el Decimocuarto Doctor y de Catherine Tate como Donna Noble, además de introducir a Ncuti Gatwa como el Decimoquinto Doctor y a la estrella invitada Neil Patrick Harris como el Juguetero, personaje visto por última vez en el serial The Celestial Toymaker de 1966. El episodio también trae nuevamente las actuaciones de Jemma Redgrave como la comandante de UNIT Kate Stewart y de Bonnie Langford como Mel Bush.
Ambientado inmediatamente después de los eventos de Wild Blue Yonder, el episodio ve al Doctor, Donna y UNIT enfrentando el regreso de un antiguo enemigo del Doctor, el Juguetero, quien está detrás de una serie de señales en forma de "risas" que se transmiten a toda la raza humana, volviéndose ésta loca por sus creencias.

## Trama
En 1925, en el sector londinense del Soho, un asistente (Charlie de Melo) de John Logie Baird (John Mackay) compra el muñeco Stooky Bill a un excéntrico fabricante de juguetes alemán para probar un nuevo invento llamado "televisión".
En la actualidad, UNIT lleva al Doctor y a Donna a su sede. El Doctor se reencuentra con Shirley Bingham (Ruth Madeley), Kate Stewart y Melanie Bush. Con la ayuda de un extraterrestre llamado Vlinx, los miembros de UNIT son inmunes a las señales que se transmiten y que hacen que la gente se vuelva loca por sus creencias, mientras que Donna, Melanie y Wilfred Mott son inmunes debido a sus extensos viajes con el Doctor. Este último determina que las señales se han estado reproduciendo durante años y descubre el video de Stooky Bill de 1925 escondido detrás de las pantallas de todo el mundo. Él y Donna viajan en la TARDIS a 1925 para localizar la fuente del video.
Luego de encuentrar la juguetería, el Doctor deduce que el alemán es el fabricante de juguetes (Neil Patrick Harris), a quien derrotó en un juego hace muchos años. El fabricante de juguetes atrapa a los dos en su laberinto y les conjura ilusiones horribles; burlándose del Doctor usando un espectáculo de marionetas para contarle a Donna sobre los desafortunados destinos de los compañeros del Doctor que lo acompañaron luego de ella (Amy, Clara y Bill) y el impacto destructivo del Flujo, y también revela que transmitió la señal para hacer que la humanidad juegue un juego interminable de debates haciendo que todas sus opiniones sean supremas y se vuelvan violentas si se demuestra que están equivocadas. También revela que enfrentó numerosos dolores propios, como atrapar al Amo dentro de su diente de oro y encontrarse con un ser llamado "El que espera", al que temerosamente se negó a desafiar. El Doctor y el Juguetero juegan a las cartas y gana este último. Sin embargo, el Doctor afirma que como ganó el último juego en el pasado, están empatados. El Juguetero decide jugar un último juego con él y se transporta al día de hoy, con el Doctor y Donna persiguiéndolo.
El fabricante de juguetes ataca a UNIT antes de tomar el control de su rayo galvánico. Razona que, dado que se enfrentó a encarnaciones separadas del Doctor en cada juego, debe enfrentarse a otra y hiere mortalmente al Doctor con el rayo, lo que desencadena su regeneración. Sin embargo, para sorpresa de todos, el Doctor se divide en dos encarnaciones a través de una "bigeneración". Tanto el Decimocuarto Doctor como el Decimoquinto desafían al Juguetero a un juego básico de atrapar la pelota. Los Doctores salen victoriosos y el Juguetero es encerrado en una caja, aunque advierte a los dos de la llegada de sus legiones. UNIT toma la caja bajo custodia en su bóveda. Cuando abandonan la plataforma del rayo, el diente de oro del fabricante de juguetes queda atrás y lo recoge una mujer no identificada.
A bordo de la TARDIS, los Doctores recuerdan a sus seres queridos del pasado, incluidos algunos de los que perdieron (Adric, Sarah Jane Smith, Rose Tyler y River Song) y sus experiencias compartidas. El Decimoquinto Doctor aconseja a su predecesor que descanse y se recupere de los extensos traumas que sus encarnaciones pasadas han acumulado a lo largo de sus vidas. Donna le sugiere al Decimocuarto Doctor que su antiguo rostro regresó porque, inconscientemente, necesita regresar a "casa" para lidiar con estos traumas. Ella lo invita a considerar dejar de viajar y quedarse con ella y su familia, pero el Doctor le señala su intención de no dejar atrás la TARDIS. El Decimoquinto Doctor, al darse cuenta de que las reglas de juego del Juguetero aún se aplican, usa un mazo dentro de la TARDIS para crear una segunda TARDIS idéntica, en la que parte. El Decimocuarto Doctor se instala con Donna, su familia y Mel, mientras que el Decimoquinto Doctor viaja por el universo en su TARDIS, en busca de nuevas aventuras.

### Continuidad
Una mano desconocida similar recoge el anillo del Amo en el episodio de la tercera temporada El último de los Señores del Tiempo (2007) después de su muerte.

## Producción
David Tennant y Catherine Tate regresaron a la serie como parte de los especiales del 60° aniversario. Tennant interpreta al Decimocuarto Doctor, mientras que Tate retoma su papel de Donna Noble. Ncuti Gatwa hizo su primera aparición como el Decimoquinto Doctor. Neil Patrick Harris interpretó al Juguetero, un personaje visto por última vez en The Celestial Toymaker (1966), interpretado por entonces por el fallecido actor Michael Gough. Chanya Button dirigió el episodio. La filmación de los especiales comenzó en mayo de 2022 y finalizó a fines de julio de 2022.

## Transmisión y recepción

### Emisión
The Giggle se emitió el 9 de diciembre de 2023 como el tercer y último de los tres especiales de 2023, filmados con motivo del 60° aniversario de Doctor Who.

### Calificaciones
The Giggle fue visto por 4,62 millones de espectadores durante la noche y obtuvo un índice de apreciación de 85. Fue el tercer programa más visto del día. Las cifras de rating consolidadas para el episodio fueron 6,85 millones de espectadores, lo que lo convierte en el décimo programa más visto de la semana detrás de las emisiones de I'm a Celebrity...Get Me Out of Here! y Strictly Come Dancing.

### Recepción crítica
El especial recibió críticas positivas, con elogios por la actuación y la escritura de Harris. En Rotten Tomatoes, un sitio web de recopilación de reseñas, el 100% de 7 críticos dieron a The Giggle una reseña positiva.